# Amy Madigan
Amy Madigan (ur. 11 września 1950 w Chicago) – amerykańska aktorka.

## Filmografia
- Szalone czasy (Crazy Times, 1981) jako Marilyn
- Dziecko miłości (Love Child, 1982) jako Terry Jean Moore
- Victims (1982) jako Chloe Brill
- The Ambush Murders (1982) jako Molly Slavin
- Nazajutrz (The Day After, 1983) jako Alison Ransom
- Travis McGee (1983) jako Billy Jean Bailey
- Ulice w ogniu (Streets of Fire, 1984) jako McCoy
- Miejsca w sercu (Places in the Heart, 1984) jako Viola Kelsey
- Gry namiętności (Love Letters, 1984) jako Wendy
- Eureka Stockade (1984) jako Sarah Jamieson
- The Laundromat (1985) jako Deedee Johnson
- Zatoka Alamo (Alamo Bay, 1985) jako Glory
- Bez wsparcia (Nowhere to Hide, 1987) jako Barbara Cutter
- American Experience, The (głos)  (gościnnie, 1988)
- Książę Pensylwanii (The Prince of Pennsylvania, 1988) jako Carla Headlee
- Bez wyroku (Roe vs. Wade, 1989) jako Sarah Weddington
- Pole marzeń (Field of Dreams, 1989) jako Anni Kinsella
- Wujaszek Buck (Uncle Buck, 1989) jako Chanice Kobolowski
- Lucky Day (1991) jako Kari
- Mroczna połowa (The Dark Half, 1993) jako Liz Beaumont
- Crocodile Shoes (1994) jako Carmel Cantrell
- I wtedy stało się (And Then There Was One, 1994) jako Roxy Ventola
- Purpurowy jeździec (Riders of the Purple Sage, 1996) jako Jane Withersteen
- Kobiece perwersje (Female Perversions, 1996) jako Madelyn 'Maddie' Stephens
- Cena miłości (Loved, 1997) jako Brett Amerson
- Wielka blaga (A Bright Shining Lie, 1998) jako Mary Jane Vann
- With Friends Like These... (1998) jako Hannah DiMartino
- A Time for Dancing (2000) jako Jackie
- W imię sprawiedliwości (In the Name of the People, 2000) jako Connie Murphy
- Pollock (2000) jako Peggy Guggenheim
- Strzał w serce (Shot in the Heart, 2001) jako Bessie Gilmore
- The Sleepy Time Gal (2001) jako Maggie
- Projekt Laramie (The Laramie Project, 2002) jako Reggie Fluty
- Marzenie (Just a Dream, 2002) jako Cindy Wilder
- Carnivale (Carnivàle, 2003-2005) jako Iris Crowe
- Fallo! (2003) jako Deedee Johnson
- Zbuntowana nastolatka (Admissions, 2004) jako Martha Brighton
- The Discontents (2004) jako Beth Walker
- In the Land of Milk and Money (2004) jako Arlyne
- Ranczo (The Ranch, 2004) jako Mary
- Oby do wiosny (Winter Passing, 2005) jako Lori Lansky
- The Path to 9/11 (2006) jako Patricia Carver
- Gdzie jesteś, Amando? (Gone Baby Gone, 2007) jako Beatrice McCready
- Virginia i jej problemy (Virginia, 2010) jako Roseanna Tipton